# Das Leben der Fußgänger
Das Leben der Fußgänger ist eine Zusammenstellung von Essays, die Sebastian Haffner in den Jahren 1933–1938 für das Feuilleton diverser Zeitungen und Zeitschriften – u. a. für die Vossische Zeitung – verfasst hat.

## Inhalt
Haffner schreibt in seinen Essays über das Leben der Menschen und deren Angewohnheiten. Er nimmt dabei die Position des liebevollen und witzigen Beobachters des Alltäglichen ein, der sich beispielsweise über das Rauchen und Trinken, über lästige Mitreisende oder über die Tücken der Technik wundert und amüsiert. Haffner bringt Leben in simple, aber dennoch bedeutungsvolle Gegenstände  – wie zum Beispiel eine Zigarette. An anderer Stelle ringt er mit der Frage, ob aller Anfang schwer oder vielleicht doch eher leicht sei.
Neben dem amüsanten Charakter der einzelnen Abhandlungen lassen sich auch politische und gesellschaftliche Aspekte erkennen.

## Herausgeber
Das Buch wurde 2004 herausgegeben und erschien als Erstausgabe im Carl Hanser Verlag, München und Wien (ISBN 3-446-20490-3), wurde 2006 aber auch im Deutschen Taschenbuch Verlag München verlegt, ISBN 978-3-423-34293-3.
Der Herausgeber des Buches, Jürgen Peter Schmied, befasste sich im Rahmen einer Dissertation im Fach Neuere Geschichte mit Sebastian Haffner: Jürgen Peter Schmied: Sebastian Haffner: eine Biographie, Beck, München 2010, ISBN 978-3-406-60585-7 (Zugleich Dissertation an der Universität Bonn 2009).